# Wrightwood (Californie)
Wrightwood est une census-designated place du comté de San Bernardino, dans l'État de Californie, aux États-Unis,. En 2020, elle compte une population de 4 720 habitants.